# 쿠나르주
쿠나르주(Konar Velāyat, 파슈토어: د کنړونه ولايت, 다리어: ولایت کنرها)는 아프가니스탄 동부에 있는 주이다. 산지에서 쿠나르 강이 남쪽으로 흐르고 있다. 주도는 아사다바드(Asadābād)이다.